# November (2004)
November ist ein Thriller aus dem Jahr 2004, der von Greg Harrison produziert wurde. Im Film spielt Courteney Cox eine psychisch kranke Frau, die ihren Freund bei einem Überfall verloren hat.

## Handlung
Am Abend des 7. November gehen die Fotografin Sophie und ihr Freund Hugh chinesisch essen.
Als sie sich nach dem Essen auf der Heimfahrt befinden, bekommt Sophie Appetit auf etwas Süßes und bittet Hugh an einem Supermarkt anzuhalten. Während Hugh Schokolade kauft, kommt ein Mann, der eine Waffe bei sich trägt. Der Mann erschießt Hugh, der ihm das verlangte Portemonnaie nicht aushändigen kann, weil er es nicht bei sich trägt. Als Sophie, nachdem sie ungeduldig im Wagen gewartet hat, den Supermarkt betritt, läuft der Mann weg.
Betrübt durch den Tod von Hugh, sucht sie eine Psychiaterin auf. Sie beklagt sich, dass sie Kopfschmerzen habe, seitdem sie mit einem Arbeitskollegen von Hugh eine Affäre hatte. Sophie unterrichtet an einem College. Während einer Unterrichtsstunde sollen die Schüler ihr an einem Diaprojektor die besten Aufnahmen zeigen, die von den Schülern gemacht worden sind. Auf einem der Dias ist der Supermarkt dargestellt. Das Merkwürdige daran ist, dass das Foto am 7. November während des Überfalls gemacht wurde. Durch Nachforschungen versucht Sophie herauszufinden, wer dieses Foto gemacht hat. Es stellt sich heraus, dass dieses Foto mit ihrer Kreditkarte bezahlt worden ist. 
Sophies Kopfschmerzen dauern an und sie fängt an Stimmen und merkwürdige Geräusche in ihrer Wohnung zu hören.
Sophie erlebt drei Abläufe der Tat. Der erste zeigt, dass sie mit Hughs Tod leben muss und der zweite zeigt, dass sie während des Überfalles dabei ist, Fotos macht, aber nicht erschossen wird, weil die Waffe des Täters leer ist, der dritte zeigt, dass sie während des Überfalls dabei ist und beide getötet werden.

## DVD-Veröffentlichung
Der Film kam nicht in die deutschen Kinos und wurde nur als DVD veröffentlicht. Die DVD erschien am 30. Juni 2006 in Deutschland und enthält verschiedene Extras:
- zwei Audiokommentare
- alternative Anfangs-Sequenz
- Making-of
- animierte Fotogalerien